# Tengo tu amor (sencillo de Isa TK+)
«Tengo tu amor» es el segundo sencillo oficial de la banda de sonido de Isa TK+, proveniente de la telenovela del mismo nombre. 

## Video
La protagonista del video es Isa. Aparece vestida como en el siglo XV (igual a María Antonieta de Austria) recorriendo los pasillos de un enorme castillo. Así, vemos que Isa cambia a un estilo de inicios del siglo XX, luego un look sesentero hasta llegar al su aspecto actual, justo al final del video aparece Alex, se dirige hacia donde está Isa, y se miran fijamente cuando el video termina.

## Promoción
Esta canción empezó a ser promocionada por el canal Nickelodeon, dónde avisan de que el videoclip ya está en la red, por Nickturbo el 2 de noviembre. Luego se estrenó el videoclip en televisión el día 6 de noviembre.